# Xã Hale, Quận McLeod, Minnesota
Xã Hale (tiếng Anh: Hale Township) là một xã thuộc quận McLeod, tiểu bang Minnesota, Hoa Kỳ. Năm 2010, dân số của xã này là 942 người.